# James Barnes (ingeniero)
James Barnes (ca. 1739 - 18 de enero de 1819) fue un ingeniero civil británico, proyectista de canales y vías férreas en Inglaterra, y dos veces alcalde de la localidad de Banbury.

## Carrera
En mayo de 1786, Barnes fue nombrado inspector de obras de la Compañía del Canal de Oxford con un salario de 50 libras esterlinas al año. Su función era finalizar el Canal de Oxford entre el sur de Banbury y Oxford, que había sido diseñado por Robert Whitworth. Su contrato establecía que se debía completar el canal a principios de 1791, aunque se logró terminar un año antes. En 1791 su salario había aumentado a 200 libras esterlinas (actualmente, unas 25 600 £). El éxito del trabajo con la Compañía del Canal de Oxford propició un acuerdo con George Nugent-Temple-Grenville, 1er marqués de Buckingham para estudiar una ruta entre Braunston y Londres, lo que a su vez se tradujo en la formación de la compañía del Canal Grand Junction. El proyecto fue aprobado en 1792.
En 1799 estudió una ruta desde el Canal Unión de Leicestershire y Northamptonshire hasta Braunston, pero no llegó a construirse. En 1802 se preparó un plan revisado con una ruta a Norton Junction y, tras la revisión de Thomas Telford, este plan resultó aprobado y se convirtió en el Canal Grand Union (antiguo).
Renunció a su cargo en la Compañía del Canal Grand Junction en 1805.

## Obras
- Canal Grand Junction 1793-1805
- Canal brazo de Wendover 1794
- Túnel de Braunston 1794-1796 (con William Jessop)[6]
- Canal brazo de Paddington 1801
- Canal ramal de Buckingham 1801[7]
- Túnel de Blisworth 1802-1805 (con William Jessop)[8]
- Canal Grand Union (antiguo) 1802 (planos)
- Vía férrea de Carmarthenshire 1803-1805
- Canal secundario de Aylesbury (inaugurado en 1814)
- Canal secundario de Northampton (inaugurado en 1815)

## Vida personal

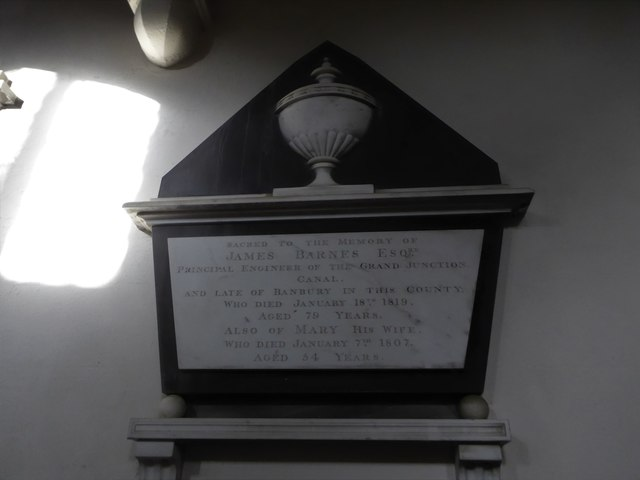
Memorial en la Iglesia de San Juan Bautista, Bodicote

En 1801 y nuevamente en 1809 fue alcalde de Banbury.
Su hija Mary se casó el 14 de julio de 1803 con Richard Austin, quien adquirió una participación en la compañía Dunnell Brewery, North Bar, Banbury, y en la que James también participó.
Su esposa Mary murió el 7 de enero de 1807, a la edad de 54 años.
James Barnes murió el 18 de enero de 1819 y fue enterrado el 25 de enero en la iglesia de San Juan Bautista, Bodicote. Se erigió un monumento en la iglesia donde se le describe con orgullo como el "ingeniero principal del canal Grand Junction".